# 穆什

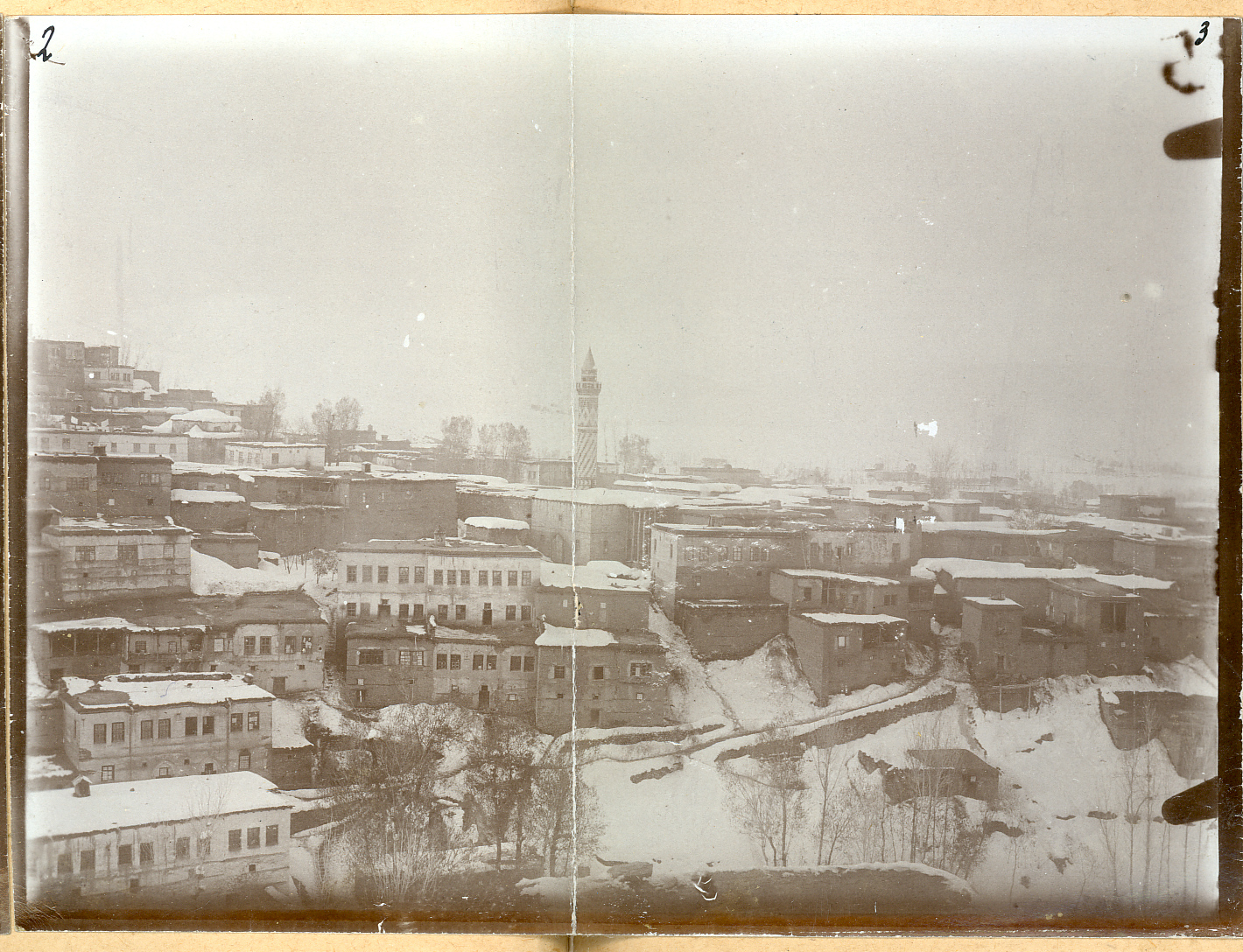
奧斯曼帝國時期的穆什

穆什（土耳其语：Muş）是土耳其的城市，也是穆什省的首府，位於該國東部，面積2,604平方公里，受大陸性氣候影響，面積2,604平方公里，海拔高度1,400米，每年平均降雨量756毫米，2009年人口69,507。